# Josep Abarcat i Sebastià
Josep Abarcat i Sebastià (Tortosa,18?? - Barcelona, 19 de febrer de 1919) fou un professor de música, pianista i compositor fill de Tortosa, on va arribar a tenir nombrosos deixebles pianistes.
Al fons musical de l'Arxiu Parroquial de Santa Maria del Pi es conserven les seves obres O quam suavis i la polca per a piano Descans Dominical, Festa! (1913).